# Thomas Helmer
Thomas Helmer (ur. 21 kwietnia 1965 w Herford) – niemiecki piłkarz występujący na pozycji obrońcy. Działacz i dziennikarz sportowy.

## Kariera klubowa
Helmer jest wychowankiem klubu SG Bad Salzuflen. W 1984 trafił do Arminii Bielefeld z Bundesligi. W tych rozgrywkach zadebiutował 23 marca 1985 w przegranym 0:3 meczu z FC Schalke 04. W tym samym roku spadł z klubem do 2. Bundesligi. W Arminii spędził jeszcze rok.
W 1986 Helmer przeszedł do pierwszoligowej Borussii Dortmund. Pierwszy ligowy pojedynek zaliczył tam 9 sierpnia 1986 przeciwko Bayernowi Monachium (2:2). 7 listopada 1987 w zremisowanym 2:2 meczu z VfB Stuttgart strzelił 2 gole, które były jego pierwszymi w trakcie gry w Bundeslidze. W 1989 zdobył z zespołem Puchar RFN, a w 1992 wywalczył z nim wicemistrzostwo Niemiec.
W 1992 odszedł również do Bayernu Monachium, również z Bundesligi. Zadebiutował tam 15 sierpnia tego samego roku w wygranym 3:0 spotkaniu z Bayerem Uerdingen, w którym zdobył także bramkę. W Bayernie Helmer spędził 7 lat. W tym czasie zdobył z klubem Puchar UEFA (1996), 3 mistrzostwa Niemiec (1994, 1997, 1999), 2 Puchary Ligi Niemieckiej (1997, 1998) oraz Puchar Niemiec (1998). W 1999 roku wystąpił także z klubem w finale Ligi Mistrzów, gdzie Bayern uległ jednak Manchesterowi United.
Latem 1999 Helmer odszedł do angielskiego Sunderlandu. W Premier League pierwszy mecz zaliczył 14 sierpnia 1999 przeciwko Arsenalowi (0:0). W tym samym miesiącu został wypożyczony do Herthy Berlin. W grudniu 1999 roku powrócił do Sunderlandu, a maju 2000 roku zakończył karierę.

## Kariera reprezentacyjna
W reprezentacji Niemiec Helmer zadebiutował 10 października 1990 w wygranym 3:1 towarzyskim meczu ze Szwecją.
W 1992 znalazł się w kadrze na Mistrzostwa Europy. Zagrał na nich w meczach z Holandią (1:3), Szwecją (3:2) oraz z Danią (0:2). Tamten mundial Niemcy zakończyli na 2. miejscu.
W 1994 Helmer został powołany do kadry na Mistrzostwa Świata. Wystąpił na nich w spotkaniach z Koreą Południową (3:2), Belgią (3:2) oraz z Bułgarią (1:2). Z tamtego turnieju Niemcy odpadli w ćwierćfinale.
21 czerwca 1995 Helmer w wygranym 2:0 towarzyskim pojedynku z Włochami strzelił pierwszego gola w drużynie narodowej. W 1996 ponownie wziął udział w Mistrzostwach Europy. Tym razem zagrał na nich we wszystkich meczach swojej drużyny: z Czechami (2:0), Rosją (3:0), Włochami (0:0), Chorwacją (2:1), Anglią (1:1, 7:6 w rzutach karnych) oraz w finale z Czechami (1:1, 2:1 po dogrywce). Reprezentacja Niemiec została zwycięzcą tamtego turnieju.
W 1998 Helmer był uczestnikiem Mistrzostw Świata. Wystąpił na nich w pojedynkach z Iranem (2:0) i Meksykiem (2:1). Z tamtego turnieju Niemcy odpadli w ćwierćfinale. W latach 1990–1998 w drużynie narodowej Helmer rozegrał w sumie 68 spotkań i zdobył 5 bramek.

## Sukcesy
Reprezentacyjne
- Wicemistrzostwo Europy: 1992
- Mistrzostwo Europy: 1996

Klubowe
- Puchar Niemiec DFB: 1989, 1998

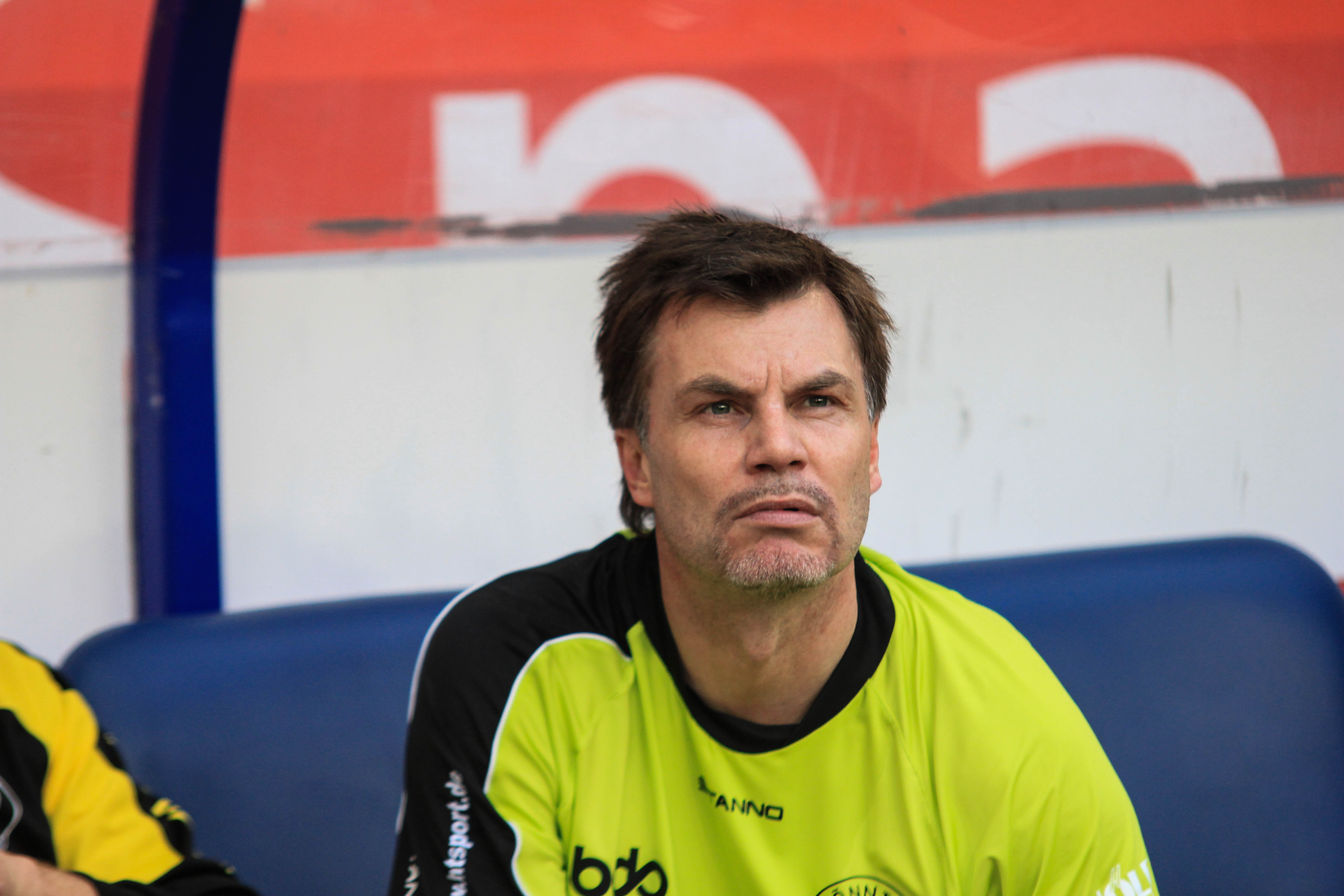
Thomas Helmer podczas meczu pokazowego (2012)

- Mistrzostwo Niemiec: 1994, 1997, 1999
- Puchar UEFA: 1996
- Puchar Ligi DFB: 1997, 1998

Wyróżnienia
- Człowiek roku w niemieckiej piłce nożnej: 1996 (pierwszy laureat nagrody jako piłkarz)

## Kariera działacza i dziennikarska
- 19 lipca 2011 został wybrany członkiem Rady Nadzorczej w klubie Arminia Bielefeld[1][2].
- Podjął pracę dziennikarską. Podczas MŚ 2002 na miejscu pracował jako reporter dla stacji Sat.1. Podczas ME 2004 i MŚ 2006 relacjonował dla kanału DSF przebieg turnieju z obozu niemieckiej reprezentacji. Obecnie pracuje jako moderator audycji w stacji Sport1[3]. Był takie komentatorem w serii gier This Is Football na PlayStation-2.